# Körmend
Körmend er en by i det vestlige Ungarn med 10.177(2024) indbyggere. Byen ligger i provinsen Vas, tæt ved grænsen til nabolandet Østrig.